# 耿氏二极管
，或称转移电子器件（transferred electron device, TED）是一种在高频率电子学中应用的二极管形式。与一般的二极管同时具有N型区和P型区不同，它只由N型杂质半导体材料组成。耿氏二极管具有三个区域：两端是N型重掺杂区，介于二者中间的是一层轻掺杂的薄层。当电压施加在耿氏二极管的两端时，中央薄层处的电梯度（electrical gradients，類似电化学梯度）最大。由于在导体材料中，电流与电压成正比，导电性将会产生。最终，中央薄层处会产生较高的电场值，从而得到较高的电阻，阻止导电性的进一步增加，电流会开始下降。这意味着耿氏二极管具有负阻（Negative resistance）效应，或称负微分电阻（Negative differential resistance）。

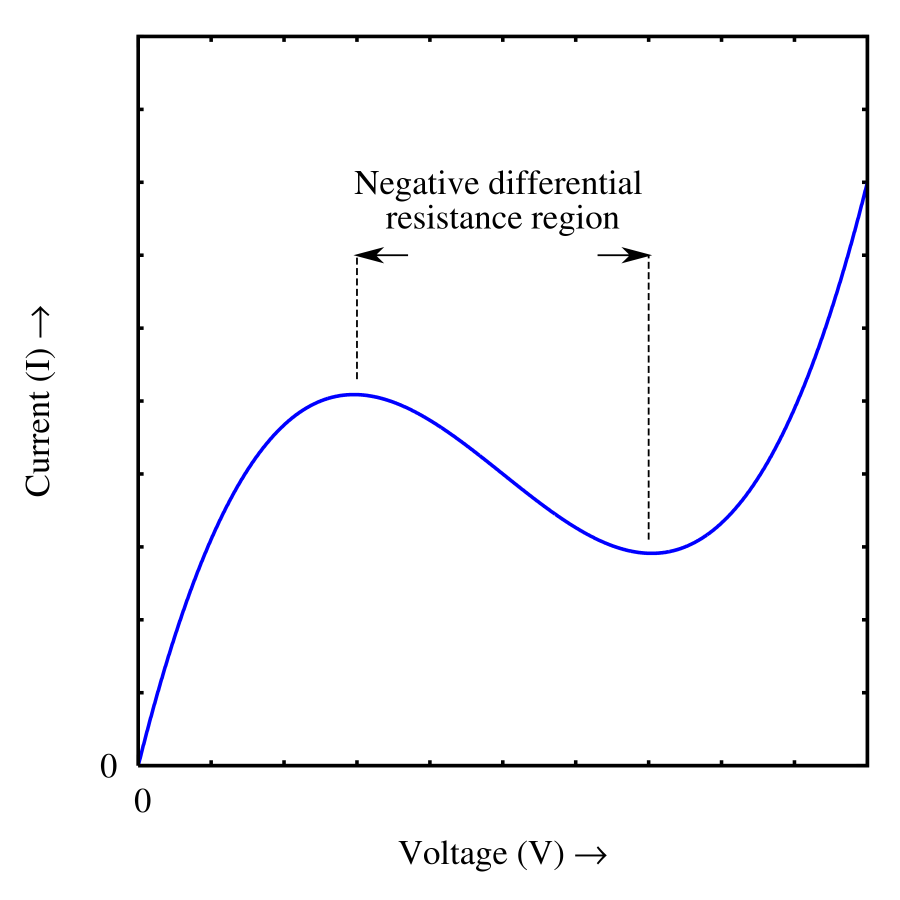
耿氏二极管的电压-电流示意曲线，图中曲线的下降部分显示了其负阻效应。

利用负微分电阻性质与中间层的时间特性，可以让直流电流通过耿氏二极管，从而形成一个弛豫振荡器（Relaxation oscillator）。在效果上，耿氏二极管中的负微分电阻会抵消的部分真实存在的正阻值，这样就可以使电路等效成一个“零电阻”的电路，从而获得无穷振荡。振荡频率部分取决于耿氏二极管的中间层，不过也可以通过改变其他外部因素来改变振荡频率。耿氏二极管被用来构造10 GHz或更高（例如太赫兹级别）的频率范围，这时共振腔常被用来控制频率。共振腔可以是波导等形式。频率以机械进行调谐（如通过改变共振腔的参数）。
用砷化镓（GaAs）材料制造的耿氏二极管可以达到200 GHz的频率，而氮化镓的耿氏二极管可以获得高达3 THz的频率。
耿氏二极管的理论基础是耿氏效应（Gunn effect），两个命名中“耿氏”都是来自于IBM物理学家J. B. 甘恩，他在1962年发现了这一效应。当时他反对将实验中的一些不连续现象视为雜訊，他对这现象做了一些研究。1965年6月，贝尔实验室的Alan Chynoweth指出，只有电子在能谷间的转移可以解释这一实验现象。对此现象的解释参见理论。
耿氏效应及其与的联系，在1970年的一些专著（例如转移电子器件、以及后来电荷传输非线性波动方法等领域的书籍）中被展现。其他一些涉及耿氏二极管的书籍在研究过程中出版，这些资料可以在图书馆等文献机构查阅到。